# 選ばれる女にナル3つの方法
『選ばれる女にナル3つの方法』（原題：The Romantics）は、2010年のアメリカ映画。

## ストーリー
ローラは、大学時代の友人・トムとライラの結婚式に参列するため、ビーチハウスを訪れる。友人たちとの久しぶりの再会を喜ぶも、友人たちはローラに気を遣う。何故ならローラとトムは大学時代に4年間、恋人関係にあったのだ。ライラはいまだそれを気にしている。

## キャスト
- ローラ・ローゼン - ケイティ・ホームズ
- トム - ジョシュ・デュアメル
- ライラ・ヘイズ - アンナ・パキン
- トリプラー - マリン・アッカーマン
- ジェイク - アダム・ブロディ
- ミノウ・ヘイズ - ディアナ・アグロン
- ピート - ジェレミー・ストロング
- ウィージー - レベッカ・ローレンス
- オーガスタ・ヘイズ - キャンディス・バーゲン
- チップ・ヘイズ - イライジャ・ウッド